# تایرو (ژاپن)
تایرو (به ژاپنی: 大老 Tairō) بلندپایه‌ترین پست اداری در شوگون‌سالاری توکوگاوا در ژاپن بود. امروزه این پست با نخست‌وزیر برابری می‌کند. تایرو ریاست شورای حکومتی روجو را در موارد اضطراری بر عهده داشت. یک تایرو از میان دایمیوهای فودای معرفی و انتخاب می‌شد که به‌طور سنتی با خاندان توکوگاوا همکاری نزدیک داشتند. به‌طور کلی، پست تایرو سیاستگذار اصلی در شوگون‌سالاری بود و در صورت عدم وجود یا در صورت عدم توانایی شوگون، یک رهبر موقت توانمند در اختیار ژاپن قرار می‌داد.
«تایرو» در اصل به معنای قدرتمندترین فرد در خانواده ارباب فئودال در دوره سنگوکو بود. در پایان رژیم تویوتومی، پنج «گوتایرو» (۵ بزرگان) شناخته شده هستند که پس از مرگ تویوتومی هیده‌یوشی مسئولیت سیاست را بر عهده داشتند. در دوره شوگون‌سالاری ادو، قدرتمندترین فرد در کنار شوگون ادو، روجو (老中) بود، اما زمانی که مشکل مهمی در شوگون‌سالاری پیش آمد، تایرو به‌طور موقت بالای روجو قرار می‌گرفت. عموماً اعتقاد بر این است که اولین تایرو در سال ۱۶۳۸ (سال پانزدهم کانئی) منصوب شد، زمانی که دویی توشیکاتسو و ساکای تاداکاتسو منصوب شدند. در مجموع ۱۴ نفر در طول ۲۳۰ سال تا سال ۱۸۶۸، زمانی که ساکای تاداشیگه منصوب شد، به عنوان تایرو منصوب شدند. در سال ۱۶۳۶، ساکای تادایو به عنوان تایرو منصوب شد، اما چند روز بعد درگذشت و تنها مدت کوتاهی به عنوان تایرو فعال نبود.

## قهرست تایروها
| نام                 | قلمرو        | از              | تا              |
| ------------------- | ------------ | --------------- | --------------- |
| ساکای تادایو        | ولایت هاریما | مارس ۱۲, ۱۶۳۶   | مارس ۱۹, ۱۶۳۶   |
| دویی توشیکاتسو      | ولایت شیموسا | نوامبر ۷, ۱۶۳۸  | ژوئیه ۱۰, ۱۶۴۴  |
| ساکای تاداکاتسو     | اوباما       | نوامبر ۷, ۱۶۳۸  | مه ۲۶, ۱۶۵۶     |
| Sakai Tadakiyo      | هاریما       | مارس ۲۹, ۱۶۶۶   | دسامبر ۹, ۱۶۸۰  |
| Ii Naozumi          | ولایت اومی   | نوامبر ۱۹, ۱۶۶۸ | ژانویه ۳, ۱۶۷۶  |
| Hotta Masatoshi     | شیموسا       | نوامبر ۱۲, ۱۶۸۱ | اوت ۲۸, ۱۶۸۴    |
| Ii Naooki           | ولایت اومی   | ژوئن ۱۳, ۱۶۹۶   | مارس ۲, ۱۷۰۰    |
| یاناگیساوا یوشی‌یاسو | ولایت یاماتو | ژانویه ۱۱, ۱۷۰۶ | ژوئن ۳, ۱۷۰۹    |
| Ii Naooki           | ولایت اومی   | فوریه ۱۳, ۱۷۱۱  | فوریه ۲۳, ۱۷۱۴  |
| Ii Naoyuki          | ولایت اومی   | نوامبر ۲۸, ۱۷۸۴ | سپتامبر ۱, ۱۷۸۷ |
| ای نائوآکی          | ولایت اومی   | دسامبر ۲۸, ۱۸۳۵ | مه ۱۳, ۱۸۴۱     |
| ای نائوسوکه         | ولایت اومی   | آوریل ۲۳, ۱۸۵۸  | مارس ۲۴, ۱۸۶۰   |
| ساکای تاداشیگه      | هاریما       | فوریه ۱, ۱۸۶۵   | نوامبر ۱۲, ۱۸۶۵ |